# Comarques de Burgos

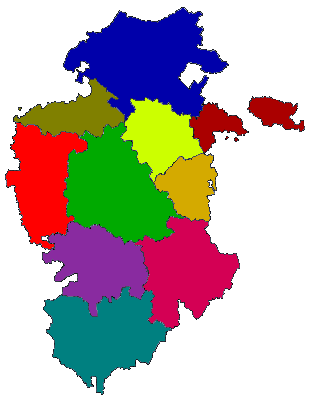
Mapa de las comarques de Burgos.
Merindades
La Bureba
Ebro
Sedano y Las Loras
Odra-Pisuerga
Burgos
Montes de Oca
Arlanza
Sierra de la Demanda
Ribera del Duero

La província de Burgos està dividida en 10 comarques:
- La Comarca de Las Merindades amb cap comarcal a Villarcayo de Merindad de Castilla la Vieja.
- La Comarca de Páramos
- La Comarca de La Bureba amb Briviesca com a cap comarcal.
- La Comarca del Ebro amb cap comarcal a Miranda de Ebro. S'inclou en aquesta comarca el Comtat de Treviño.
- La Comarca de Odra-Pisuerga
- La Comarca de Burgos
- La Comarca de Montes de Oca
- La Comarca de Arlanza amb Lerma com a cap comarcal.
- La Comarca de la Sierra de la Demanda
- La Comarca de la Ribera del Duero amb cap comarcal a Aranda de Duero.

## Comarques
- Montes de Ayago
- Valle del Esgueva
- Valdelugaña
- Valdelucio
- Pinares